# Вельґоляс (Мінський повіт)
Вельґоляс (пол. Wielgolas) — село в Польщі, у гміні Лятович Мінського повіту Мазовецького воєводства.
Населення — 811 осіб (2011).

## Демографія
Демографічна структура станом на 31 березня 2011 року:
|          | Загалом | Допрацездатний вік | Працездатний вік | Постпрацездатний вік |
| -------- | ------- | ------------------ | ---------------- | -------------------- |
| Чоловіки | 410     | 118                | 264              | 28                   |
| Жінки    | 401     | 91                 | 239              | 71                   |
| Разом    | 811     | 209                | 503              | 99                   |